# تايلر فار
تايلر فار (بالإنجليزية: Tyler Farr)‏ هو مغن مؤلف ومغني أمريكي، ولد في 5 فبراير 1984 في غاردن ستي في الولايات المتحدة.

## وصلات خارجية
- الموقع الرسمي
- تايلر فار على موقع ميوزك برينز (الإنجليزية)
- تايلر فار على موقع أول ميوزيك (الإنجليزية)
- تايلر فار على موقع ديسكوغز (الإنجليزية)